# Лобанов, Леонид Николаевич
Леони́д Никола́евич Лоба́нов (27 января 1935 — 16 июля 2021, Санкт-Петербург) — советский и российский контр-адмирал, начальник оперативного управления Северного флота.

## Биография
Леонид Николаевич Лобанов учился в Рижском Нахимовском военно-морском училище в роте 1953 года выпуска.
- 1957 год — закончил Высшее военно-морское училище подводного плавания им. Ленинского Комсомола;
- 1973 год — закончил Военно-морскую академию;
- 1984 год — начал службу в должности начальника оперативного управления Северного флота в звании контр-адмирала;
- 1991 год — ушёл в отставку[1].
  - До того проходил службу в подводных силах Северного флота[2].

## Награды
- орден Красного Знамени;
- орден Красной Звезды;
- орден «За службу Родине в Вооружённых Силах СССР» 3-й степени;
- медали.

## Личная жизнь
Леонид Лобанов увлекался историческими книгами, любил рисовать, писал стихи. Проживал в доме №8 по улице Бутлерова и на загородной даче.
Жена Нэли (1937—2021), супруги прожили в браке более 60 лет. Дочь Алла Еловкова, проживает в Мурманске, внук Клим Агарков (2003—2023), сын Максим (1965—2021), окончил музыкальный колледж Мусоргского по классу фортепиано, артист камерного ансамбля, концертмейстер в школе искусств имени Прокофьева, преподаватель.
16 июля 2021 года 86-летний Леонид Лобанов предположительно убил жену и сына, а затем совершил самоубийство, бросившись под электричку на станции Ручьи.
Леонид Лобанов, его жена Нэли Николаевна, сын Максим и внук Клим (скончался в 2023 году от лейкоза) похоронены на Серафимовском кладбище в Санкт-Петербурге. 

## Отзывы
«Я знал его, когда служил на севере. Он тогда был начальником оперативного управления Северного флота. Близко я его не знал, общались только на работе, он постарше меня лет на 7-10. Так – нормальный человек. Мы с коллегами приходили к нему перед выходом в море, согласовывали планы похода. Толковый, грамотный мужик. Семьянин. Насколько знаю, в штабе он со всеми хорошо общался, каких-то нареканий не было»,
 – рассказал контр-адмирал Виктор Самсон, ветеран подразделений особого риска.